# Светско првенство у скоковима у воду 2017 — торањ 10 м синхронизовано за жене
Такмичење у скоковима у воду за женеу дисциплини торањ 10 метара синхронизовано на Светском првенству у скоковима у воду 2017. одржано је 16. јула 2017. године као део програма Светског првенства у воденим спортовима. Такмичења су се одржала у базену Дунав арене у Будимпешти (Мађарска).
Учестовало је укупно 16 парова из исто толико земаља (укупно 32 такмичарке). Титулу светских првака освојио је кинески пар Жен Ћен − Си Јађе који је убедљиво тријумфовао са 352,56 бодова, испред севернокорејског пара Ким Мире & Ким Кукхјанг и малезијске комбинације Џанг Ђуен Хунг & Панделела Ринонг.

## Освајачи медаља
|                          | Резултат |                                          | Резултат |                                              | Резултат |
|                          |          |                                          |          |                                              |          |
| Кина · Жен Ћен · Си Јађе | 352,56   | Северна Кореја · Ким Мире · Ким Кукхјанг | 336,48   | Малезија · Џанг Ђуен Хунг · Панделела Ринонг | 328,74   |

## Резултати
Такмичење је одржано 16. јуна, квалификације у подневним часовима (од 10:00), а финале у вечерњем делу програма истог дана од 18:30 часова.
| ПЛ. | Репрезентација   | Скакачи                           | Квалификације | Квалификације | Финале            | Финале            |
| ПЛ. | Репрезентација   | Скакачи                           | Бодови        | Плас.         | Бодови            | Плас.             |
| --- | ---------------- | --------------------------------- | ------------- | ------------- | ----------------- | ----------------- |
|     | Кина             | Жен Ћен Си Јађе                   | 334,32        | 1.            | 352,56            | 1.                |
| 2   | Северна Кореја   | Ким Мире Ким Кукхјанг             | 325,62        | 2.            | 336,48            | 2.                |
| 3   | Mалезија         | Џанг Ђуен Хунг Панделела Ринонг   | 309,66        | 4.            | 328,74            | 3.                |
| 04. | Канада           | Меган Бенфето Кели Макај          | 293,22        | 6.            | 315,78            | 4.                |
| 05. | Aустралија       | Танека Ковченко Мелиса Ву         | 311,16        | 3.            | 308,10            | 5.                |
| 06. | Сједињене Државе | Тарин Џилиланд Џесика Парато      | 293,70        | 5.            | 306,96            | 6.                |
| 07. | Велика Британија | Тонја Коуч Луиз Тулсон            | 283,68        | 9.            | 300,48            | 7.                |
| 08. | Русија           | Валерија Белова Јулија Тимошињина | 290,04        | 7.            | 291,96            | 8.                |
| 09. | Mексико          | Габријела Агундез Саманта Хименез | 284,46        | 8.            | 290,58            | 9.                |
| 10. | Jапан            | Мацури Арај Нана Сасаки           | 280,44        | 10.           | 283,32            | 10.               |
| 11. | Италија          | Ноеми Батки Кјара Пелакани        | 262,50        | 12.           | 269,16            | 11.               |
| 12. | Украјина         | Валерија Љуљко Софија Лискун      | 275,10        | 11.           | 265,20            | 12.               |
| 13. | Холандија        | Инге Јансен Келине ван Дојн       | 262,32        | 13.           | Нису се пласирали | Нису се пласирали |
| 14. | Јужна Кореја     | Чо Еунби Ким Суђи                 | 261,42        | 14.           | Нису се пласирали | Нису се пласирали |
| 15. | Немачка          | Кристина Вазен Елена Вазен        | 257,94        | 15.           | Нису се пласирали | Нису се пласирали |
| 16. | Колумбија        | Каролина Муриљо Данијела Запата   | 242,64        | 16.           | Нису се пласирали | Нису се пласирали |